# بيلي رايلي
بيلي رايلي (بالإنجليزية: Billy Riley)‏ هو لاعب كرة قاعدة أمريكي، ولد في 1855 في سينسيناتي في الولايات المتحدة، وتوفي بنفس المكان في 9 نوفمبر 1887.

## وصلات خارجية
- بيلي رايلي على موقعبيزبول رفرنس.كوم (الدوري الرئيسي) (الإنجليزية)
- بيلي رايلي على موقعبيزبول رفرنس.كوم (الدوري الثانوي) (الإنجليزية)